# سبخة سوسة
سبخة سُوسَة هي سبخة تقع في ولاية سوسة من الوسط الشرقي التونسي، جنوب مدينة سوسة.
| سبخة سوسة |